# Ižipovce
Ižipovce este o comună slovacă, aflată în districtul Liptovský Mikuláš din regiunea Žilina. Localitatea se află la altitudinea de 598 m deasupra n.m., se întinde pe o suprafață de 2,64 km2 și în 2017 număra 89 de locuitori. Se învecinează cu Prosiek, Bobrovník, Bukovina, Liptovská Anna și Liptovská Sielnica.

## Istoric
Localitatea Ižipovce este atestată documentar din 1286.

## Demografie
| An:                | 1994 | 2004    | 2014   | 2024   |
| ------------------ | ---- | ------- | ------ | ------ |
| Număr de persoane: | 93   | 83      | 91     | 98     |
| Diferență:         |      | −10,75% | +9,63% | +7,69% |

| An:                | 2023 | 2024   |
| ------------------ | ---- | ------ |
| Număr de persoane: | 97   | 98     |
| Diferență:         |      | +1,03% |